# 사바스 겐초글루
사바스 겐트소글루(그리스어: Σάββας Γκέντσογλου, 1990년 9월 19일, 그리스 알렉산드루폴리 ~ )는 그리스의 축구 선수이며 수페르리가 엘라다 PAS 라미아 FC에서 뛰고 있다.